# Estación de Santa Margarida
La Estación Ferroviaria de Santa Margarida, también conocida como Estación de Santa Margarida, es una estación ferroviaria de la Línea de la Beira Baixa, que sirve al ayuntamiento de Constância, en el Distrito de Santarém, en Portugal.

## Características

### Localización y accesos
Esta plataforma se encuentra junto a la localidad de Santa Margarida da Coutada.

### Descripción física
En enero de 2011, presentaba dos vías de circulación, con 684 y 679 metros de longitud; las dos plataformas tenían 455 y 222 metros de extensión, y 45 a 95 centímetros de altura.

## Historia
Esta plataforma se inserta en el tramo entre Santarém y Abrantes, que entró en servicio el 1 de julio de 1861, como parte de la Línea del Este.